# آلیسون هیدورن
آلیسون هیدورن (انگلیسی: Alison Heydorn؛ زادهٔ ۵ دسامبر ۱۹۸۴) بازیکن فوتبال اهل گویان است.
وی همچنین در تیم ملی فوتبال Guyana بازی کرده‌است.